# Mark Oldershaw
Mark Oldershaw (ur. 7 lutego 1983) – kanadyjski kajakarz, kanadyjkarz. Brązowy medalista olimpijski z Londynu.
Zawody w 2012 były jego drugimi igrzyskami - debiutował w 2008 w Pekinie - i odniósł największy sukces w karierze zajmując trzecie miejsce w rywalizacji jedynek na dystansie 1000 metrów. W 2001 był mistrzem świata juniorów. Olimpijczykami w kajakach byli również jego dziadek Bert, ojciec Scott i inni członkowie rodziny.